# Pedro Álvares Cabral
Pedro Álvares Cabral[A] (Belmonte, 1467 ou 1468 – Santarém, c. 1520) foi um fidalgo, comandante militar, navegador e explorador português, creditado como o descobridor do Brasil. Realizou significativa exploração da costa nordeste da América do Sul, reivindicando-a para Portugal. Embora os detalhes da vida de Cabral sejam esparsos, sabe-se que veio de uma família nobre colocada na província interior e recebeu uma boa educação formal.
Foi nomeado para chefiar uma expedição à Índia em 1500, seguindo a rota recém-inaugurada por Vasco da Gama, contornando a África. O objetivo deste empreendimento era retornar com especiarias valiosas e estabelecer relações comerciais na Índia — contornando o monopólio sobre o comércio de especiarias, então nas mãos de comerciantes árabes, turcos e italianos. Sua frota, de 13 navios, afastou-se bastante da costa africana, talvez intencionalmente, desembarcando no que ele inicialmente achou tratar-se de uma grande ilha à qual deu o nome de Vera Cruz e a que Pêro Vaz de Caminha faz referência. Explorou o litoral e percebeu que a grande massa de terra era provavelmente um continente, despachando em seguida um navio para notificar o rei Manuel I da descoberta das terras. Como o novo território se encontrava dentro do hemisfério português de acordo com o Tratado de Tordesilhas, reivindicou-o para a Coroa Portuguesa. Havia desembarcado na América do Sul, e as terras que havia reivindicado para o Reino de Portugal mais tarde constituiriam o Brasil. A frota reabasteceu-se e continuou rumo ao leste, com a finalidade de retomar a viagem rumo à Índia.
Nessa mesma expedição uma tempestade no Atlântico Sul provocou a perda de sete navios; as seis embarcações restantes encontraram-se eventualmente no Canal de Moçambique antes de prosseguirem para Calecute, na Índia. Cabral inicialmente obteve sucesso na negociação dos direitos de comercialização das especiarias, mas os comerciantes árabes consideraram o negócio português como uma ameaça ao monopólio deles e provocaram um ataque de muçulmanos e hindus ao entreposto português. Os portugueses sofreram várias baixas e suas instalações foram destruídas. Cabral vingou-se do ataque saqueando e queimando a frota árabe e, em seguida, bombardeou a cidade em represália à incapacidade de seu governante em explicar o ocorrido. De Calecute a expedição rumou para Cochim, outra cidade-estado indiana, onde Cabral fez amizade com seu governante e carregou seus navios com especiarias cobiçadas antes de retornar para a Europa. Apesar da perda de vidas humanas e de navios, a viagem de Cabral foi considerada um sucesso após o seu regresso a Portugal. Os lucros extraordinários resultantes da venda das especiarias reforçaram as finanças da Coroa Portuguesa e ajudaram a lançar as bases de um Império Português, que se estenderia das Américas ao Extremo Oriente.[B]
Cabral foi mais tarde preterido quando uma nova frota foi reunida para estabelecer uma presença mais robusta na Índia, possivelmente como resultado de uma desavença com Manuel I. Tendo perdido a preferência do rei, aposentou-se da vida pública, havendo poucos registros sobre a parte final de sua vida. Suas realizações caíram no esquecimento por mais de 300 anos. Algumas décadas depois da independência do Brasil de Portugal, no século XIX, a reputação de Cabral começou a ser reabilitada pelo Imperador Pedro II do Brasil. Desde então, os historiadores têm discutido se Cabral foi o descobridor do Brasil e se a descoberta foi acidental ou intencional. A primeira dúvida foi resolvida pela observação de que os poucos encontros superficiais feitos por exploradores antes dele mal foram notados e em nada contribuíram para o desenvolvimento e a história futuros da terra que se tornaria o Brasil, única nação das Américas onde a língua oficial é o português. Quanto à segunda questão, nenhum consenso definitivo foi formado e a hipótese de descoberta intencional carece de provas sólidas. Não obstante, embora seu prestígio tenha sido ofuscado pela fama de outros exploradores da época, Cabral é hoje considerado uma das personalidades mais importantes da Era dos Descobrimentos.

## Biografia

### Primeiros anos

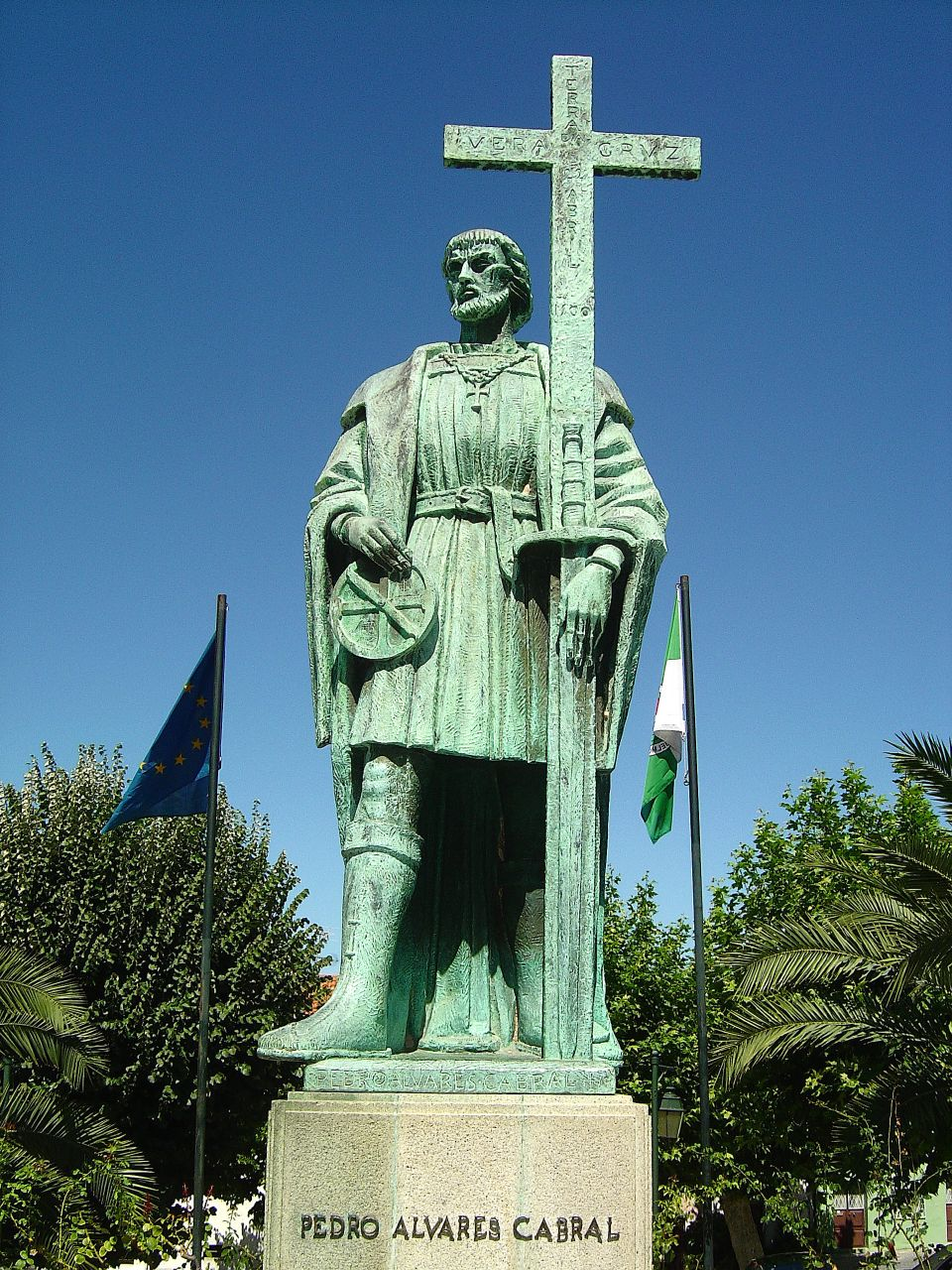
Monumento a Pedro Álvares Cabral em Belmonte, Portugal, sua terra natal

Nascido em Belmonte e criado como membro da nobreza portuguesa, Cabral foi enviado à corte do rei D. Afonso V em 1479, quando tinha cerca de 12 anos. Educou-se em humanidades e foi treinado para lutar e pegar em armas. Tinha cerca de 17 anos de idade em 30 junho de 1484, quando foi nomeado moço fidalgo (um título de menor importância normalmente concedido a jovens nobres) pelo rei D. João II.
Os registros de suas ações antes de 1500 são extremamente incompletos, mas Cabral pode ter excursionado pelo norte da África, tal como haviam feito seus antepassados e era comumente feito por outros jovens nobres de sua época. O rei D. Manuel I, que tinha ascendido ao trono dois anos antes, concedeu-lhe um subsídio anual no valor de 30 mil reais em 12 de abril de 1497. Na mesma época, recebeu o título de fidalgo do Conselho do Rei e foi nomeado Cavaleiro da Ordem de Cristo. Não há nenhuma imagem ou descrição física detalhada de Cabral contemporâneas à sua época. Sabe-se que era forte e igualava seu pai em altura (1,90 metros). O caráter de Cabral tem sido descrito como culto, cortês, prudente, generoso, tolerante com os inimigos, humilde, mas também vaidoso e muito preocupado com o respeito que sentia que sua nobreza e posição exigiam.

### Descobrimento do Brasil

#### Capitão-mor
Em 15 de fevereiro de 1500, Cabral foi nomeado capitão-mor de uma expedição à Índia. Era costume da época a Coroa Portuguesa nomear nobres para comandar expedições navais e militares, independentemente da experiência ou competência profissional deles. Este foi o caso dos capitães dos navios comandados por Cabral — a maioria era nobre como ele. Esta prática era arriscada, uma vez que a autoridade poderia cair nas mãos de pessoas altamente incompetentes e incapacitadas como poderia também cair nas mãos de líderes talentosos como Afonso de Albuquerque ou João de Castro.

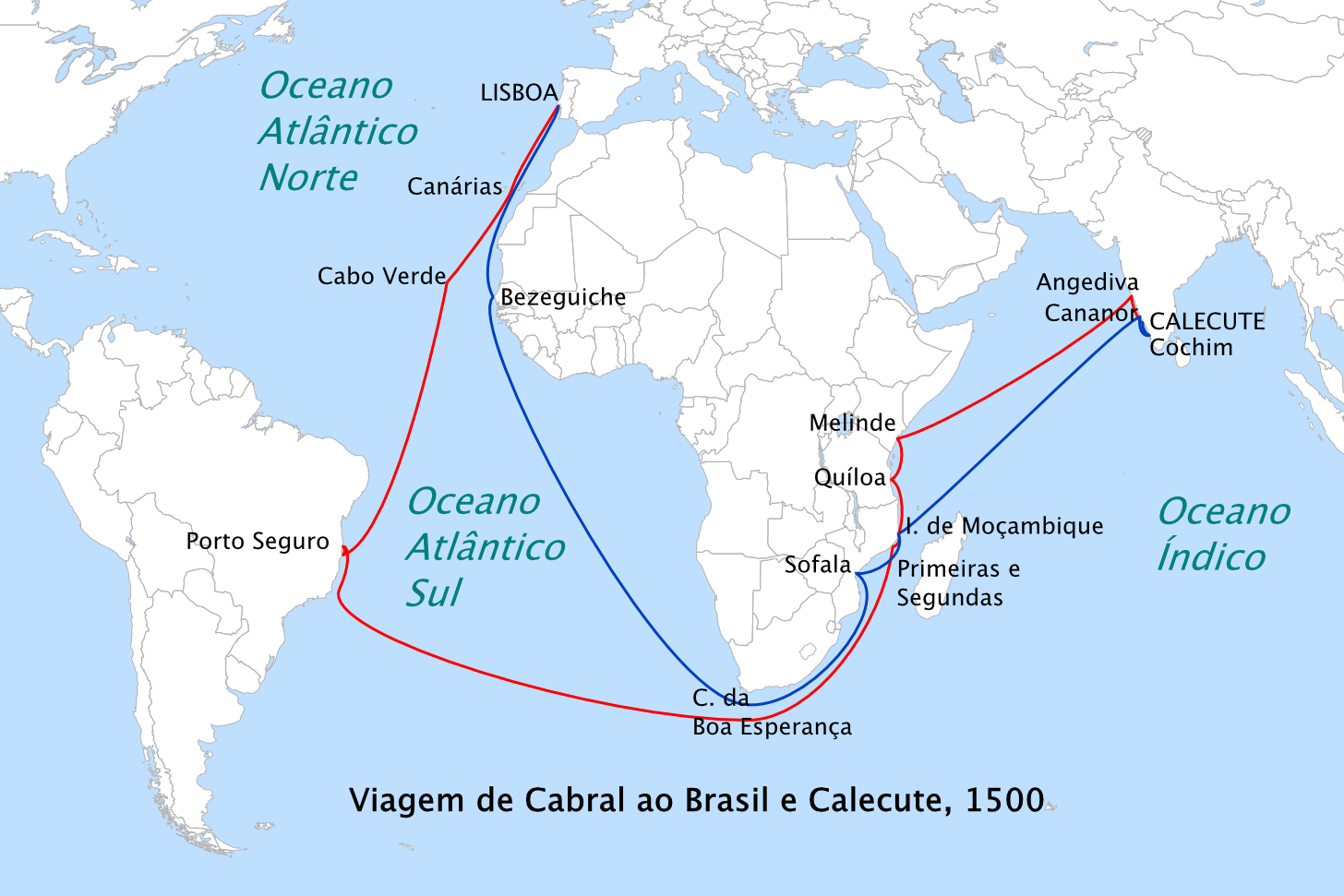
Rota seguida por Cabral de Portugal para a Índia em 1500 (em vermelho) e a rota de retorno (em azul)

Poucos detalhes a respeito dos critérios utilizados pelo governo português para escolher Cabral como chefe da expedição à Índia sobreviveram ao tempo. No decreto real que o nomeou capitão-mor, as razões dadas são "méritos e serviços". Nada mais se sabe sobre estas qualificações. De acordo com o historiador William Greenlee, o rei D. Manuel I "sem dúvida o conhecia bem na corte". Isso, junto com "o papel da família Cabral, a lealdade inquestionável deles à Coroa, a aparência pessoal de Cabral e a capacidade que ele tinha demonstrado na corte e no conselho foram fatores importantes". Também a seu favor pode ter estado a influência de dois de seus irmãos, que faziam parte do conselho do rei. Dado o nível de intriga política presente na corte, Cabral pode ter sido parte de uma facção que favoreceu sua nomeação. O historiador Malyn Newitt subscreve a ideia de algum tipo de manobra oculta, dizendo que a escolha de Cabral "foi uma tentativa deliberada de equilibrar os interesses de facções rivais das famílias nobres, pois parece que ele não possuía qualquer outra qualidade para a recomendação e nenhuma experiência em comandar grandes expedições".

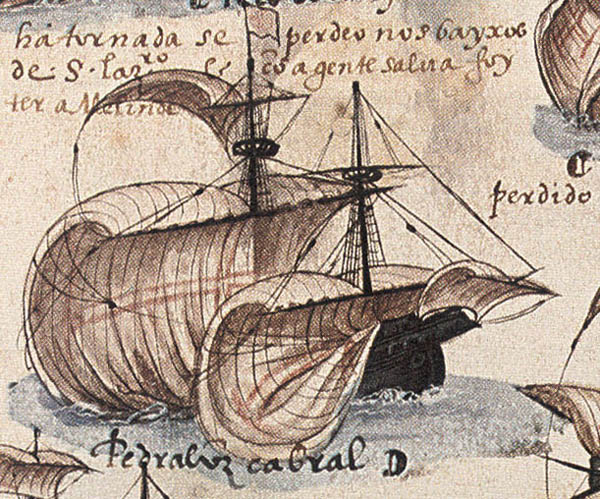
Nau de Pedro Álvares Cabral conforme retratada no Livro das Armadas, atualmente na Academia das Ciências de Lisboa

Cabral tornou-se o chefe militar da expedição, enquanto navegadores mais experientes foram destacados para a expedição para ajudá-lo em assuntos navais. Os mais importantes deles foram Bartolomeu Dias, Diogo Dias e Nicolau Coelho. Tais navegadores comandariam, junto com os outros capitães, 13 navios e 1 500 homens. Desse contingente, 700 eram soldados, embora a maioria fosse composta por plebeus comuns que não tinham nenhum treinamento ou experiência em combate anterior.
A frota tinha duas divisões. A primeira era composta por nove naus e duas caravelas e dirigiu-se rumo a Calecute, na Índia, com o objetivo de estabelecer relações comerciais e uma feitoria. A segunda divisão, constituída por uma nau e uma caravela, zarpou do porto de Sofala, no atual Moçambique. Como recompensa por liderar a frota, Cabral tinha direito a 10 mil cruzados (antiga moeda portuguesa equivalente a aproximadamente 35 kg de ouro) e a comprar 30 toneladas de pimenta, às suas próprias custas, para transportar de volta à Europa. A pimenta poderia então ser revendida à Coroa Portuguesa, livre de impostos. Ele também foi autorizado a importar 10 caixas de qualquer outro tipo de especiaria, livre de impostos. Embora a viagem fosse extremamente perigosa, Cabral tinha a perspectiva de se tornar um homem muito rico caso retornasse com segurança para Portugal com o carregamento. As especiarias eram raras na Europa de então e intensamente solicitadas.

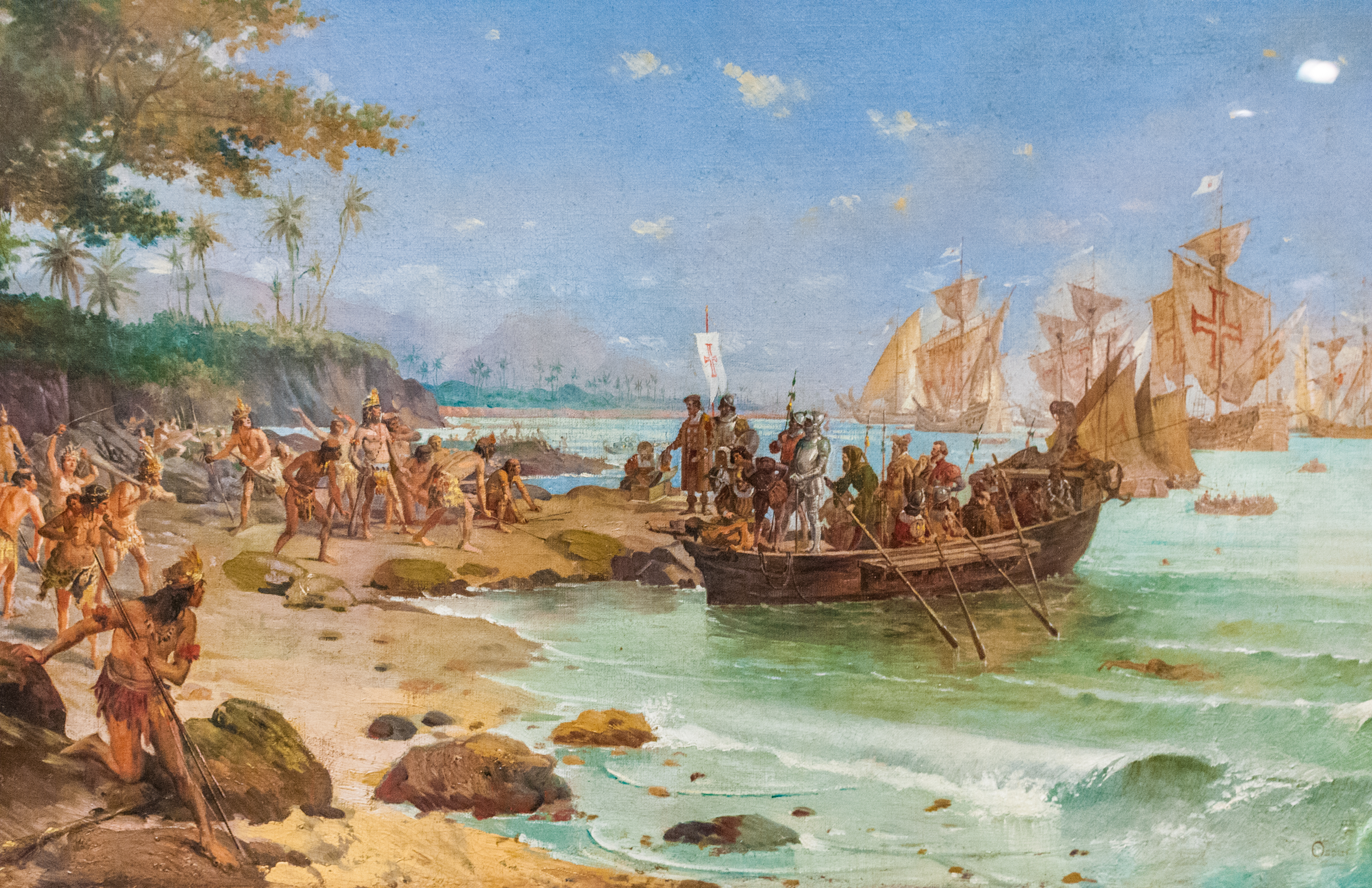
Desembarque de Cabral em Porto Seguro, óleo sobre tela de Oscar Pereira da Silva, 1922. Acervo do Museu Histórico Nacional (Rio de Janeiro).

Uma frota anterior tinha sido a primeira a chegar à Índia contornando a África. Essa expedição foi liderada por Vasco da Gama e regressou a Portugal em 1499. Durante décadas Portugal buscara uma rota alternativa para o Oriente que excluísse o Mar Mediterrâneo, então sob controle das repúblicas marítimas italianas e do Império Otomano. O expansionismo de Portugal levaria, primeiramente a uma rota para a Índia e, posteriormente, à colonização um pouco por todo o mundo. O desejo de difundir o cristianismo católico em terras pagãs foi outro fator que motivou a exploração. Havia também uma longa tradição de guerrear contra os muçulmanos, derivada da luta contra os mouros durante a construção da nação portuguesa. A luta expandiu-se primeiramente para o norte da África e, eventualmente, para o subcontinente indiano. Uma ambição adicional que motivava os exploradores era a busca do mítico Preste João — um poderoso rei cristão com o qual se poderia forjar uma aliança contra o Islã. Por fim, a Coroa Portuguesa procurava obter um quinhão no lucrativo comércio de escravos e de ouro no oeste Africano e no comércio das especiarias oriundas da Índia.

#### Partida e chegada a uma nova terra
A frota, sob o comando de Cabral, então com 32–33 anos de idade, partiu de Lisboa em 9 de março de 1500 ao meio-dia. No dia anterior, a tripulação tinha recebido uma despedida pública que incluíra uma missa e comemorações com a presença do rei, da corte e de uma enorme multidão. Na manhã de 14 de março, a frota passou por Grã Canária, a maior das Ilhas Canárias. Em seguida, partiu rumo a Cabo Verde, uma colônia portuguesa situada na costa oeste da África, que foi alcançada em 22 de março. No dia seguinte, uma nau com 150 homens, comandada por Vasco de Ataíde, desapareceu sem deixar vestígios. A frota cruzou a Linha do Equador em 9 de abril e navegou rumo a oeste afastando-se o mais possível do continente africano, utilizando uma técnica de navegação conhecida como a volta do mar. Os marujos avistaram algas-marinhas no dia 21 de abril, o que os levou a acreditar que estavam próximos da costa. Provou-se estarem certos na tarde do dia seguinte, quarta-feira, 22 de abril de 1500, quando a frota ancorou perto do que Cabral batizou de Monte Pascoal (uma vez que aquela era a semana da Páscoa). O monte localiza-se no que hoje é a costa nordestina do Brasil.

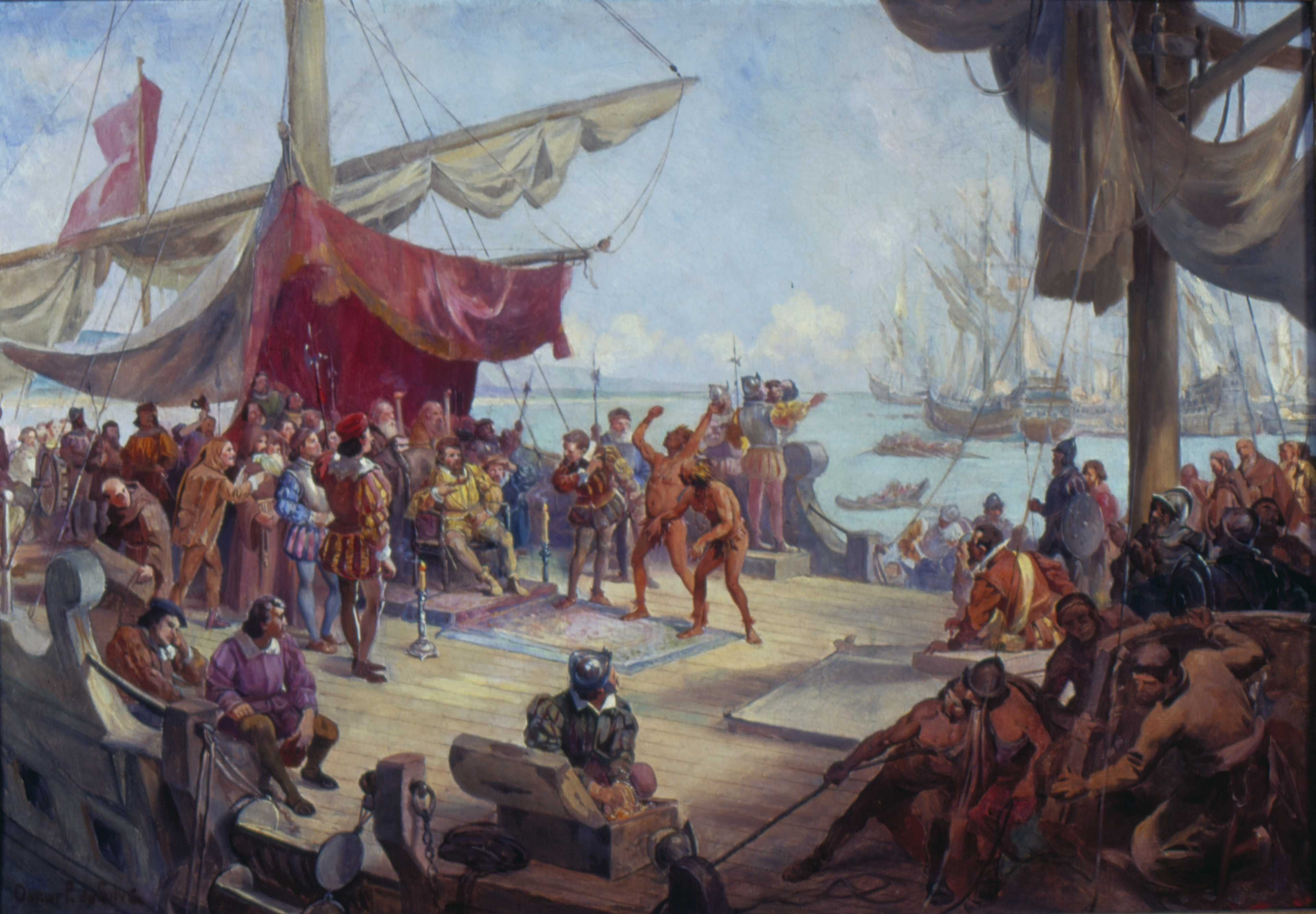
Nau Capitania de Cabral, Índios a Bordo da Capitania de Cabral, quadro de Oscar Pereira da Silva

Os portugueses detectaram a presença de habitantes na costa, e os capitães de todos os navios reuniram-se a bordo do navio de Cabral no dia 23 de abril. Cabral mandou Nicolau Coelho, capitão que havia viajado com Vasco da Gama à Índia, para desembarcar e estabelecer contato. Ele pisou na terra e trocou presentes com os indígenas. Após Coelho voltar, Cabral ordenou que a frota rumasse ao norte, onde, após 65 km de viagem, ancorou em 24 de abril no local que o capitão-mor chamou de Porto Seguro. O lugar era um porto natural, e Afonso Lopes (piloto do navio principal) trouxe dois índios a bordo para conversarem com Cabral.
Assim como no primeiro contato, o encontro foi amistoso e Cabral ofereceu presentes aos nativos. Os habitantes eram caçadores-coletores da idade da pedra, a quem os europeus atribuiriam o rótulo genérico de "índios". Os homens coletavam alimento por meio da caça e da pesca, enquanto as mulheres se dedicavam à agricultura em pequena escala. Eles se dividiam em inúmeras tribos rivais. A tribo que Cabral encontrou foi a tupiniquim. Alguns deles eram nômades e outros sedentários — tendo conhecimento do fogo, mas não dos metais. Algumas poucas tribos praticavam o canibalismo. Em 26 de abril (domingo de Páscoa), conforme cada vez mais nativos curiosos apareciam, Cabral ordenou aos seus homens a construção de um altar em terra, onde uma missa católica foi celebrada por Henrique de Coimbra — a primeira a sê-lo no solo do que mais tarde viria a ser o Brasil.
Foi oferecido vinho aos índios, que não gostaram da bebida. Os portugueses mal sabiam que estavam lidando com um povo que ostentava vasto conhecimento de bebidas alcoólicas fermentadas, obtendo-as de raízes, tubérculos, cascas, sementes e frutos, perfazendo mais de oitenta tipos.
Os dias seguintes foram gastos armazenando água, alimentos, madeira e outros suprimentos. Os portugueses também construíram uma enorme cruz de madeira — talvez com sete metros de altura. Cabral constatou que a nova terra estava a leste da linha de demarcação entre Portugal e Espanha que tinha sido estabelecida no Tratado de Tordesilhas. O território estava, portanto, dentro do hemisfério atribuído a Portugal. Para solenizar a reivindicação de Portugal sobre aquelas terras, ergueu-se a cruz de madeira e uma segunda missa foi celebrada em 1 de maio. Em honra à cruz, Cabral nomeou a terra recém-descoberta de Ilha de Vera Cruz. No dia seguinte, um navio de suprimentos sob o comando de Gaspar de Lemos ou André Gonçalves (há um conflito entre as fontes sobre quem foi enviado), retornou para Portugal para informar o rei da descoberta, por meio da carta escrita por Pero Vaz de Caminha.

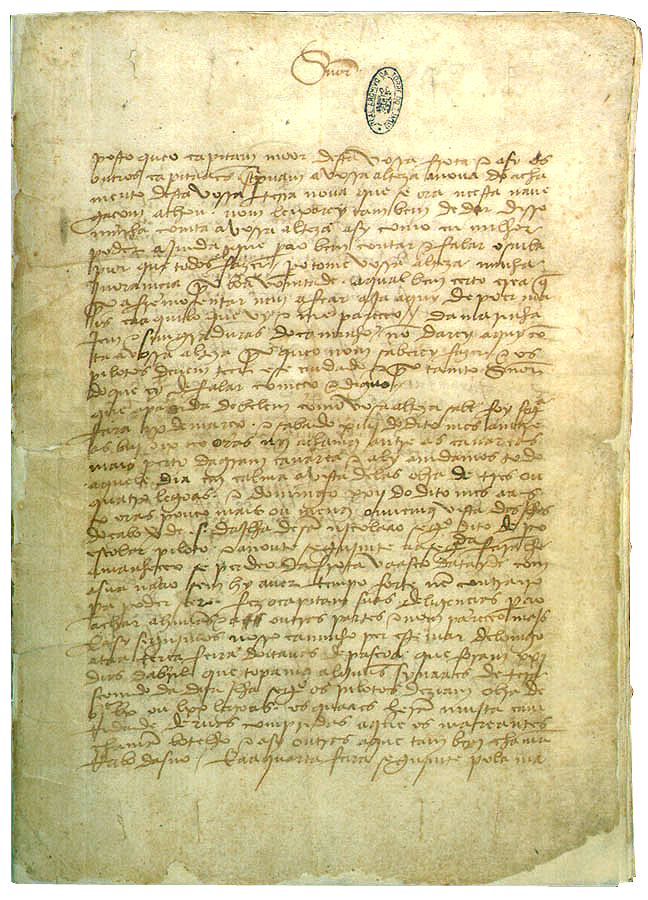
Carta de Pero Vaz de Caminha ao rei D. Manuel I, comunicando sobre o descobrimento da Ilha de Vera Cruz

### Viagem à Índia

#### Tragédia ao largo do sul da África

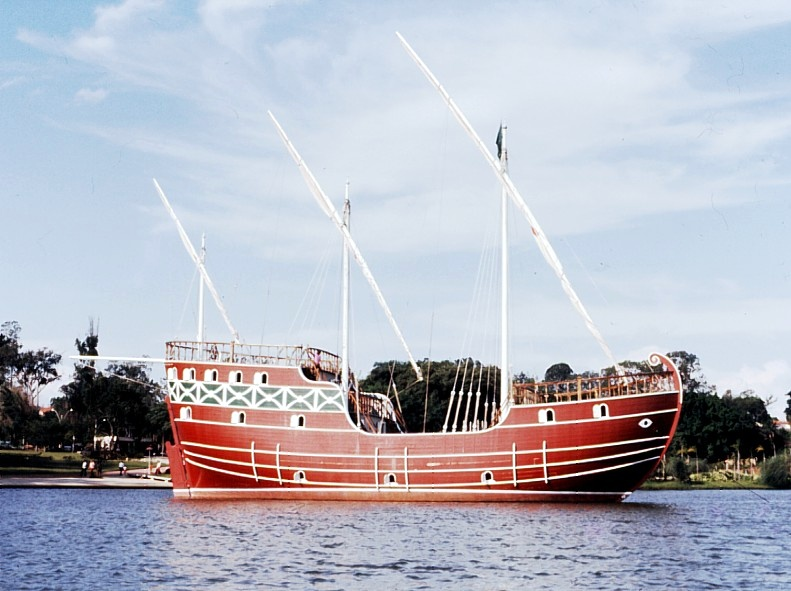
Réplica da caravela Anunciação, comandada por Nuno Leitão da Cunha, em Campinas, São Paulo

A frota retomou sua viagem em 2 ou 3 de maio de 1500, navegando ao longo da costa leste da América do Sul. Ao fazê-lo, Cabral convenceu-se de que tinha encontrado um continente inteiro, ao invés de uma ilha. Por volta do dia 5 de maio, a esquadra virou para leste em direção à África. Em 23 ou 24 de maio, os navios encontraram uma tempestade na zona de alta pressão do Atlântico Sul, resultando na perda de quatro navios. O local exato do desastre é desconhecido — as especulações variam desde perto do Cabo da Boa Esperança, no extremo sul do continente africano até um local "à vista da costa sul-americana". Três naus e a caravela comandada por Bartolomeu Dias — o primeiro europeu a dobrar o Cabo da Boa Esperança em 1488 — naufragaram, perdendo-se 380 homens.
Os navios restantes, prejudicados pelo mau tempo e com seus aparelhos danificados, separaram-se. Um dos navios que se havia separado, comandado por Diogo Dias, vagou sozinho adiante, enquanto os outros seis lograram reagrupar-se. Reuniram-se em duas formações de três navios cada, e o grupo de Cabral navegou rumo ao leste, passando pelo Cabo da Boa Esperança. Determinada a sua posição e avistando terra, viraram para o norte e desembarcaram em algum lugar no arquipélago das Ilhas Primeiras e Segundas, ao largo da África oriental e ao norte de Sofala. A frota principal permaneceu perto de Sofala por dez dias enquanto era reparada. A expedição, em seguida, rumou ao norte, chegando a Quíloa em 26 de maio, onde Cabral fez uma tentativa fracassada de negociar um tratado comercial com o rei local.
De Quíloa, a frota partiu para Melinde, onde desembarcou em 2 de agosto. Cabral reuniu-se com o rei local, com quem estabeleceu relações de amizade e trocou presentes. Também em Melinde foram recrutados pilotos para a última etapa da viagem à Índia. Antes do destino final, desembarcaram em Angediva, uma ilha onde os navios a caminho de Calecute se abasteciam. Ali, os navios foram puxados para a praia, calafetados e pintados. Foram feitos os últimos preparativos para o encontro com o governante de Calecute.

#### Massacre em Calecute

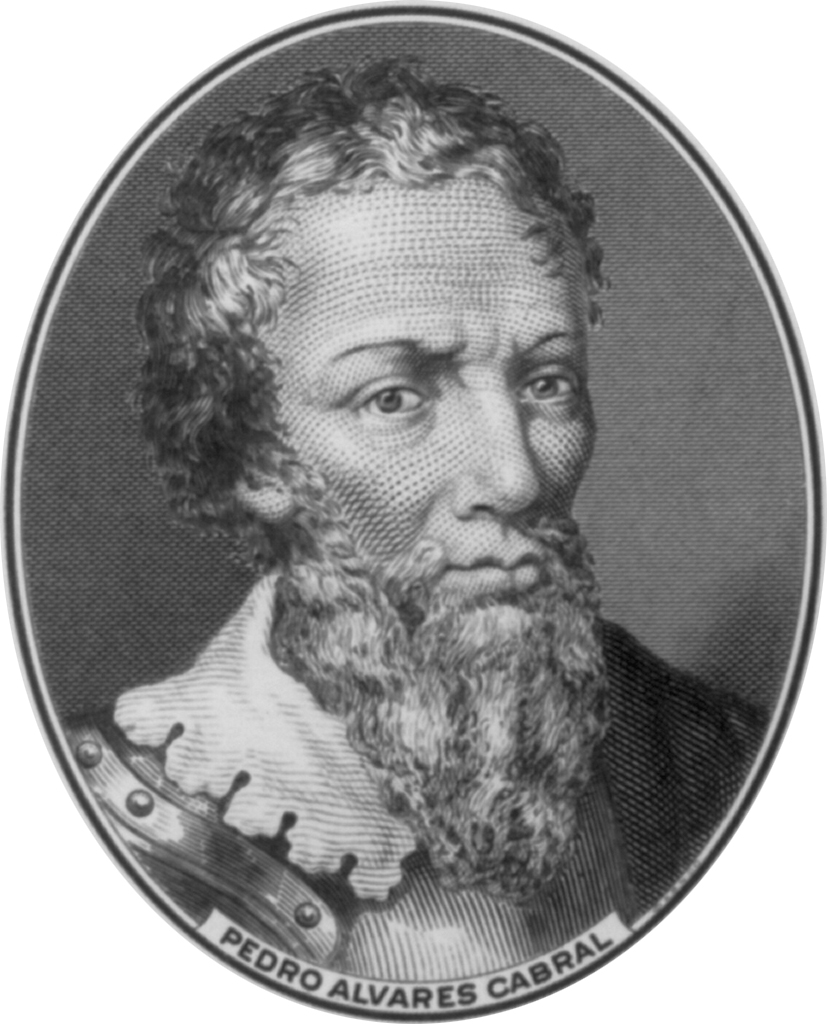
Retrato tradicional de Pedro Álvares Cabral que estampou a cédula brasileira de mil cruzeiros entre 1942 e 1967

A frota partiu de Angediva e chegou a Calecute em 13 de setembro. Cabral obteve êxito nas negociações com o samorim (título dado ao governante de Calecute) e obteve autorização para instalar uma feitoria e um armazém na cidade-estado. Na esperança de melhorar ainda mais as relações, Cabral despachou seus homens em várias missões militares a pedido do Samorim. No entanto, em 16 ou 17 de dezembro, a feitoria sofreu um ataque de surpresa por cerca de 300 (de acordo com outros relatos, talvez até milhares) árabes muçulmanos e indianos hindus. Apesar da defesa desesperada dos besteiros, mais de 50 portugueses foram mortos.[D] Os defensores restantes se retiraram para os navios, alguns a nado. Pensando que o ataque fora resultado de incitação não autorizada de comerciantes árabes invejosos, Cabral esperou 24 horas para obter uma explicação do governante de Calecute, mas nenhum pedido de desculpas foi apresentado.
Os portugueses ficaram indignados com o ataque à feitoria e com a morte de seus companheiros e atacaram 10 navios mercantes dos árabes ancorados no porto. Mataram cerca de 600 tripulantes e confiscaram o carregamento antes de incendiar os navios. Cabral também ordenou que seus navios bombardeassem Calecute por um dia inteiro em represália à violação do acordo. O massacre foi atribuído, em parte, à animosidade portuguesa em relação aos muçulmanos, resultante de séculos de conflitos com os mouros na Península Ibérica e no norte da África. Além disso, os portugueses estavam determinados a dominar o comércio de especiarias e não tinham a intenção de permitir que a concorrência florescesse. Os árabes também não tinham interesse em permitir que os portugueses quebrassem seu monopólio sobre as especiarias. Os portugueses haviam começado por insistir em que lhes fosse dado tratamento preferencial em todos os aspectos do comércio. A carta de D. Manuel I entregue por Cabral ao governante de Calecute — traduzida pelos intérpretes árabes deste — pedia a exclusão dos comerciantes árabes. Os comerciantes muçulmanos, acreditando que estavam prestes a perder suas oportunidades comerciais e sua forma de subsistência, teriam tentado colocar o governante hindu contra os portugueses. Portugueses e árabes eram muito desconfiados uns dos outros, em cada ação.
Para o historiador William Greenlee, os portugueses perceberam que "eram poucos em número e que aqueles que viriam à Índia nas frotas futuras também estariam sempre em desvantagem numérica; então esta traição deveria ser punida de forma tão decisiva que os portugueses fossem temidos e respeitados no futuro. Era a sua artilharia superior que lhes permitiria realizar esse objetivo". Assim sendo, os portugueses estabeleceram um precedente para o comportamento dos exploradores europeus na Ásia durante os séculos seguintes.

### Retorno a Portugal

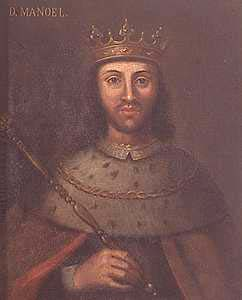
Manuel I de Portugal

Avisos nos relatos da viagem de Vasco da Gama à Índia levaram o rei D. Manuel I a informar Cabral a respeito de outro porto, ao sul de Calecute, onde também se poderiam estabelecer relações comerciais. A cidade em questão era Cochim, onde a frota desembarcou em 24 de dezembro. Cochim era nominalmente um território vassalo de Calecute, assim como também era dominado por outras cidades-estados indianas. O governante de Cochim estava ansioso para conseguir a independência da cidade, e os portugueses estavam dispostos a explorar a desunião indiana — como os britânicos também fariam 300 anos mais tarde. A tática acabaria por assegurar a hegemonia portuguesa sobre a região. Cabral forjou uma aliança com o governante de Cochim, e com líderes de outras cidades-estados, sendo capaz de estabelecer uma feitoria. Por fim, carregada de especiarias preciosas, a frota foi para Cananor, a fim de comerciar uma vez mais antes de partir em sua viagem de retorno a Portugal em 16 de janeiro de 1501.
A expedição dirigiu-se para a costa leste da África. Um dos navios encalhou em um banco de areia e começou a afundar. Como não havia espaço nos demais navios, a carga foi abandonada e Cabral ordenou que a nau fosse incendiada. Em seguida, a frota prosseguiu em direção à Ilha de Moçambique (a nordeste de Sofala), a fim de se prover de mantimentos para que os navios estivessem prontos para a agitada passagem em torno do Cabo da Boa Esperança. Uma caravela foi enviada para Sofala — outro dos objetivos da expedição. Uma segunda caravela, considerada o navio mais veloz da frota e capitaneada por Nicolau Coelho, foi enviada à frente das demais para dar ao rei o aviso prévio sobre o sucesso da viagem. Um terceiro navio, comandado por Pedro de Ataíde, separou-se da frota após partir de Moçambique.
Em 22 de maio, a frota — agora reduzida a apenas dois navios — passou pelo Cabo da Boa Esperança. Chegaram em Bezeguiche (atual cidade de Dakar, localizada perto de Cabo Verde), em 2 de junho. Ali, encontraram não só a caravela de Nicolau Coelho como também a nau comandada por Diogo Dias — que se encontrava perdida por mais de um ano após o desastre no Atlântico Sul. A nau havia passado por várias aventuras[E] e estava em péssimas condições, sendo que apenas sete homens doentes e malnutridos estavam a bordo — um dos quais estava tão fraco que morreu de felicidade ao ver seus companheiros novamente. Outra frota portuguesa também foi encontrada ancorada em Bezeguiche. Após D. Manuel I ter sido informado da descoberta do Brasil, enviou uma frota menor para explorá-lo. Um de seus navegadores era Américo Vespúcio (explorador italiano cujo nome designaria a América), que contou a Cabral detalhes de sua exploração, confirmando-lhe que havia de fato desembarcado num continente inteiro e não apenas numa ilha.
A caravela de Nicolau Coelho partiu primeiro de Bezeguiche e chegou a Portugal em 23 de junho de 1501. O navio de Cabral ficou para trás, à espera do navio desaparecido de Pedro de Ataíde e da caravela que havia sido enviada para Sofala. Ambos os navios acabaram por aparecer e Cabral chegou a Portugal em 21 de julho de 1501, com os outros navios chegando durante os dias seguintes. Ao todo, dois navios voltaram vazios, cinco estavam completamente carregados e seis foram perdidos. No entanto, as cargas transportadas pela frota geraram lucros de até 800% para a Coroa Portuguesa. Após as especiarias serem vendidas, as receitas cobriram os custos de equipamento da frota e dos navios que foram perdidos, gerando um lucro que por si só excedia a soma total desses custos. "Sem desanimar pelas perdas sem precedentes que havia sofrido, quando chegou à costa do leste africano, Cabral seguiu adiante com a realização da tarefa que lhe tinha sido atribuída e foi capaz de inspirar os oficiais e homens sobreviventes com coragem igual", afirma o historiador James McClymont. "Poucas viagens para o Brasil e Índia foram tão bem executadas como a de Cabral", afirmou o historiador Bailey Diffie, para quem a viagem estabeleceu um caminho entre a abertura imediata "de um império marítimo português da África ao Extremo Oriente", e mais tarde a um "império terrestre no Brasil".

### Últimos anos

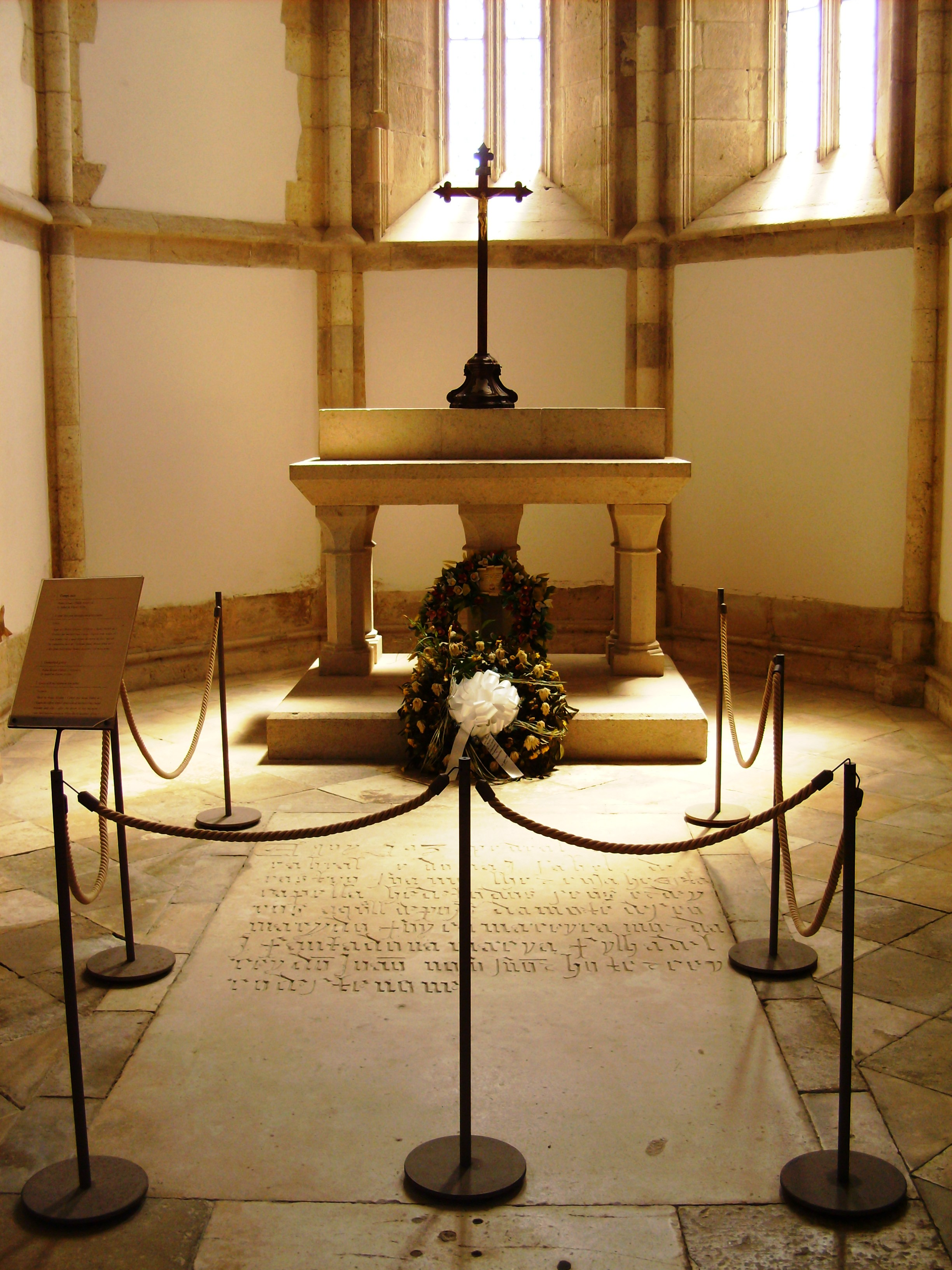
Túmulo de Pedro Álvares Cabral em Santarém, Portugal

Após o retorno de Cabral, D. Manuel I começou a planear outra frota para fazer a viagem à Índia e para vingar as perdas portuguesas em Calecute. Cabral foi escolhido para comandar essa "Frota da Vingança", como era chamada. Durante oito meses Cabral fez todos os preparativos para a viagem, mas por razões que permanecem incertas, foi afastado do comando. Aparentemente, havia sido proposto dar a um outro navegador, Vicente Sodré, o comando independente sobre uma parte da frota – e Cabral se opôs fortemente contra isso. Não se sabe se foi demitido ou se pediu para ser liberado do cargo, de qualquer maneira, quando a frota partiu em março de 1502, seu comandante era Vasco da Gama, um sobrinho materno de Vicente Sodré, e não Cabral. Sabe-se, no entanto, que surgiu hostilidade entre as facções que apoiavam Vasco da Gama e Cabral. Em algum momento, Cabral deixou a corte permanentemente. O rei ficou muito irritado com a briga, a tal ponto que simplesmente mencionar o assunto em sua presença poderia resultar no banimento da corte, como ocorreu com um dos apoiantes de Vasco da Gama.
Apesar da perda dos favores do rei, Cabral conseguiu um vantajoso casamento em 1503 com D. Isabel de Castro, uma nobre mulher rica e descendente do rei D. Fernando I. Sua mãe era irmã de Afonso de Albuquerque, um dos maiores líderes militares de Portugal durante a Era dos Descobrimentos. O casal teve pelo menos quatro filhos: dois meninos (Fernão Álvares Cabral e António Cabral) e duas meninas (Catarina de Castro e Guiomar de Castro). Também teriam tido outras duas filhas, chamadas Isabel e Leonor, de acordo com outras fontes, que dizem também que Guiomar, Isabel e Leonor foram admitidas em ordens religiosas. O primogênito Fernão teria sido o único dos filhos de Cabral a lhe dar herdeiros, uma vez que António morreu em 1521 sem se casar. Afonso de Albuquerque tentou interceder a favor de Cabral e, em 2 de dezembro de 1514, pediu para D. Manuel I perdoá-lo e permitir seu retorno à corte, mas não obteve êxito.
Sofrendo de febre recorrente e um tremor (possivelmente resultado de malária) desde sua viagem, Cabral se retirou para Santarém em 1509. Passou seus últimos anos por lá. Somente informações esparsas estão disponíveis sobre suas atividades durante aquele tempo. Segundo uma carta régia datada de 17 de dezembro de 1509, Cabral tornou-se parte envolvida numa disputa por uma transação de terras envolvendo parte da propriedade que lhe pertencia. Outra carta do mesmo ano informa que ele iria receber certos privilégios por um serviço militar não divulgado. Em 1518, ou talvez antes, foi elevado de fidalgo a cavaleiro no Conselho do Rei, tendo direito a um subsídio mensal de 2 437 reais. Isto se somava à pensão anual concedida a ele em 1497, que ainda estava sendo paga. Cabral morreu de causas não especificadas, provavelmente em 1520, e foi enterrado no interior da Capela de São João Evangelista na Igreja do Antigo Convento da Graça de Santarém.

## Legado

### Reabilitação póstuma

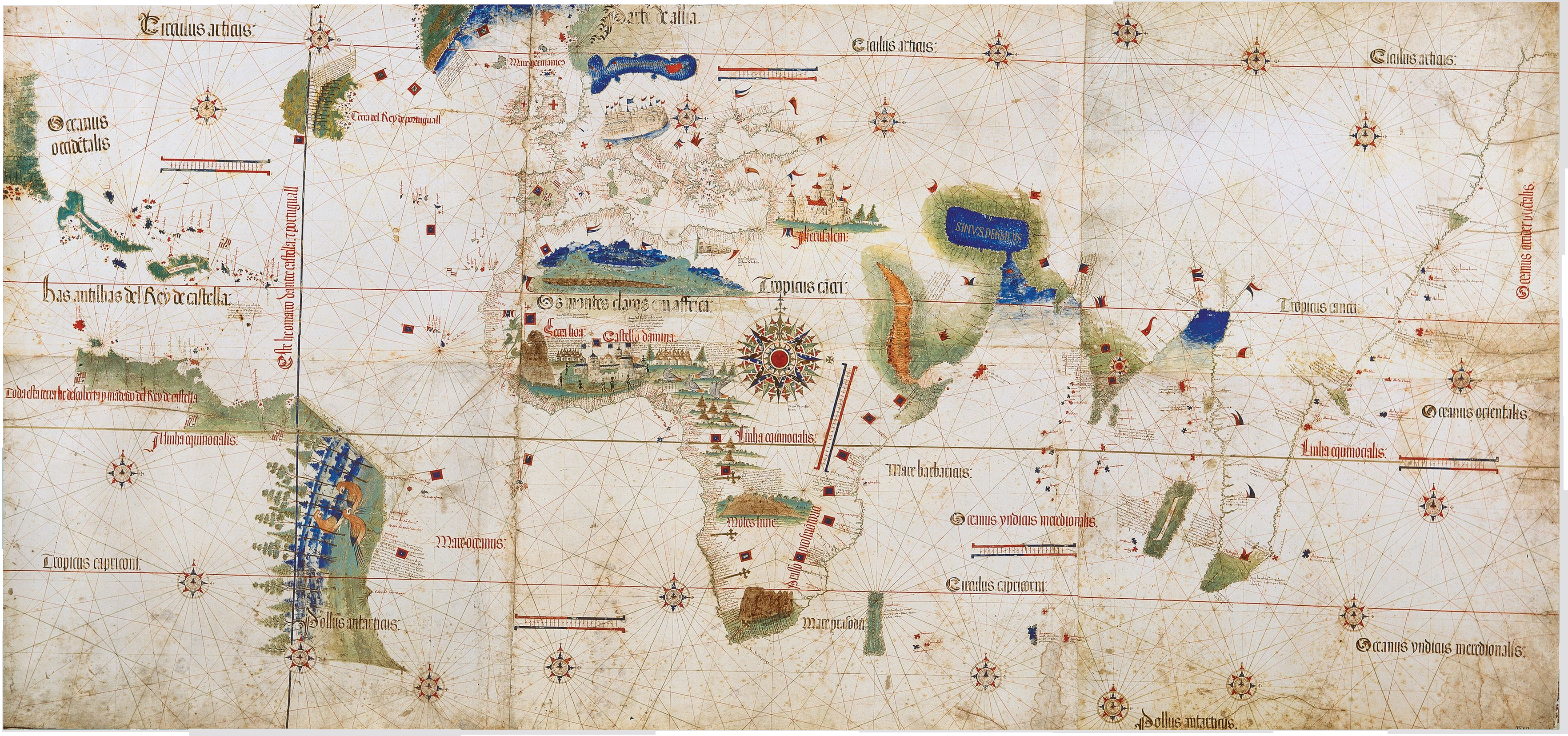
Planisfério de Cantino (1502), um dos primeiros mapas ainda existentes mostrando o território do Brasil, onde também está representada a linha do Tratado de Tordesilhas

O primeiro assentamento permanente português na terra que viria a se tornar o Brasil foi São Vicente, estabelecido em 1532 por Martim Afonso de Sousa. Conforme os anos se passaram, os portugueses foram lentamente expandindo as fronteiras de sua colônia para o oeste, conquistando as terras tanto de ameríndios quanto de espanhóis. O Brasil havia assegurado grande parte de suas fronteiras atuais por volta de 1750, sendo considerado por Portugal como a parte mais importante de seu vasto império marítimo. Em 7 de setembro de 1822, o herdeiro de D. João VI, o Príncipe Pedro, garantiu a independência do Brasil de Portugal e tornou-se seu primeiro imperador.
As descobertas de Cabral, e até mesmo o local onde foi enterrado, ficaram esquecidos por quase 300 anos desde sua expedição. Esta situação começou a mudar no início da década de 1840, quando o Imperador D. Pedro II, sucessor e filho de Pedro I, patrocinou pesquisas e publicações sobre a vida e a expedição de Cabral através do Instituto Histórico e Geográfico Brasileiro. Isso fazia parte do ambicioso plano do Imperador para incentivar e reforçar um sentimento de nacionalismo na diversificada sociedade brasileira — dando aos cidadãos uma identidade e história comuns como residentes do único país de língua portuguesa das Américas. O início do ressurgimento do interesse em Cabral havia resultado da descoberta de seu túmulo pelo historiador brasileiro Francisco Adolfo de Varnhagen (mais tarde nomeado Visconde de Porto Seguro) em 1839. O estado completamente negligenciado em que o túmulo de Cabral foi encontrado quase provocou uma crise diplomática entre Brasil e Portugal — este último era então governado pela irmã mais velha de D. Pedro II, D. Maria II.

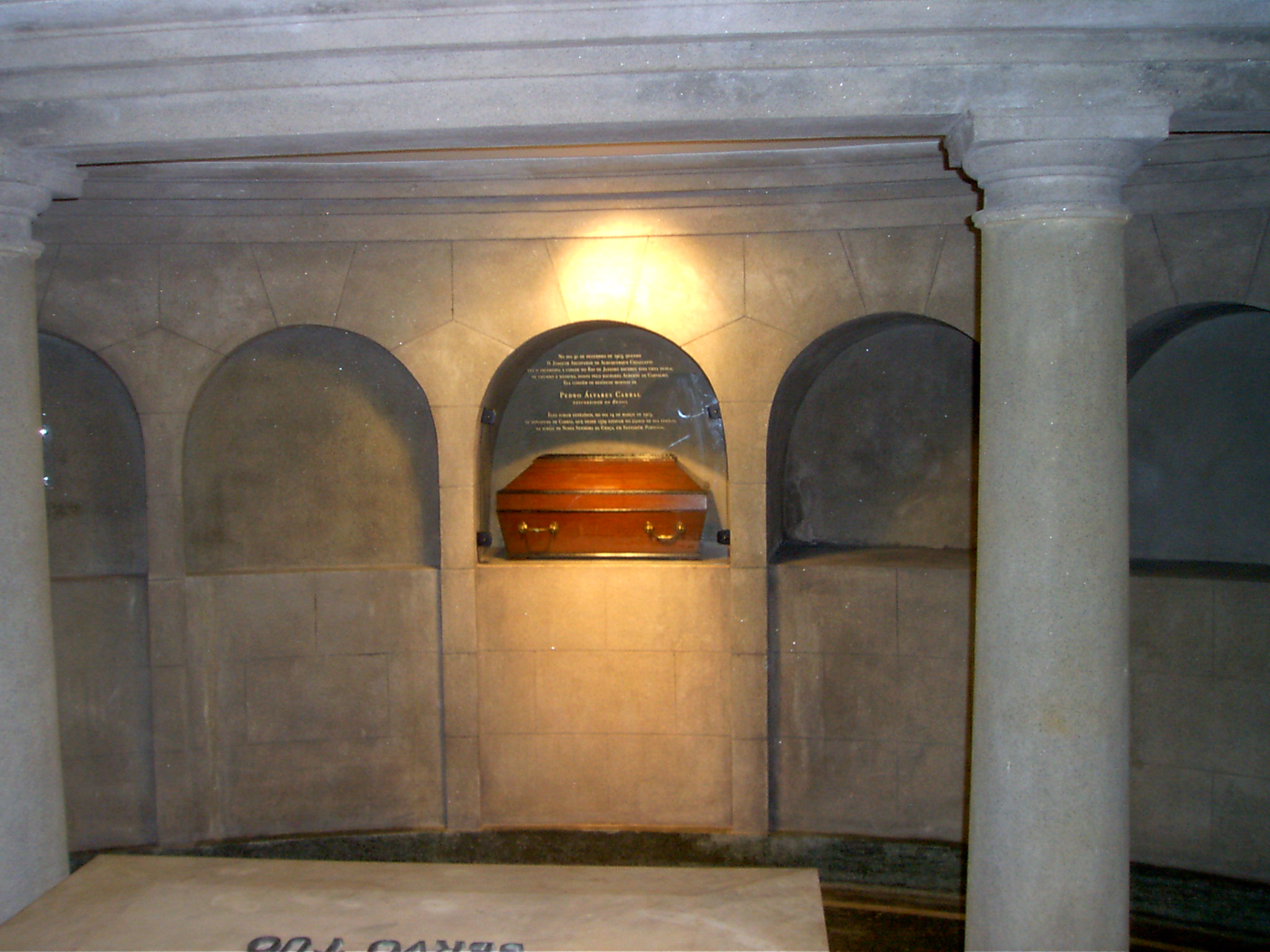
Parte dos restos mortais de Cabral em exposição na Antiga Sé do Rio de Janeiro

Em 1871, o imperador brasileiro — então em visita oficial à Europa — visitou o túmulo de Cabral e propôs uma exumação para fins científicos, a qual foi realizada em 1882. Numa segunda exumação, em 1896, foi autorizada a remoção de uma urna contendo terra e fragmentos de ossos. Apesar de seus restos mortais ainda estarem em Portugal, a urna foi eventualmente trazida à Antiga Sé do Rio de Janeiro em 30 de dezembro de 1903. Desde então, Cabral tornou-se um herói nacional do Brasil. Em Portugal, porém, os autores afirmam que seu prestígio é ofuscado pela fama de Vasco da Gama. Para o historiador William Greenlee, a viagem de Cabral é importante "não só devido à sua posição na história da geografia, mas por causa de sua influência na história e economia da época". Embora este autor reconheça que poucas viagens "tiveram maior importância para a posteridade", diz também que "poucas foram menos apreciadas em seu tempo". No entanto, o historiador James McClymont afirmou que "a posição de Cabral na história das conquistas e descobertas portuguesas é inexpugnável apesar da supremacia de homens maiores ou mais afortunados". Segundo ele, Cabral "será sempre lembrado na história como o principal, se não o primeiro, descobridor do Brasil".

### Hipótese da descoberta intencional
Uma controvérsia que ocupa os estudiosos há mais de um século é se a descoberta de Cabral foi por acaso ou intencional. Neste último caso, isso significaria que os portugueses tinham pelo menos algum indício de que existia uma terra a oeste. A questão foi levantada pela primeira vez pelo imperador Pedro II em 1854 durante uma sessão do Instituto Histórico e Geográfico Brasileiro quando indagou aos pesquisadores se a descoberta poderia ter sido intencional.
|                                                      |  |                                                       |
| Monumento a Pedro Álvares Cabral em Lisboa, Portugal |  | Monumento a Pedro Álvares Cabral em São Paulo, Brasil |

Até à conferência de 1854, a presunção generalizada era de que a descoberta tinha sido um acidente. Obras iniciais sobre o assunto defendiam esta visão, tais como História do Descobrimento e Conquista da Índia (publicado em 1541) de Fernão Lopes de Castanheda, Décadas da Ásia (1552) de João de Barros, Crônicas do Felicíssimo Rei D. Manuel (1558) de Damião de Góis, Lendas da Índia (1561) de Gaspar Correia, História do Brasil (1627) de frei Vicente do Salvador e História da América Portuguesa (1730) de Sebastião da Rocha Pita.
A primeira obra a defender a ideia de descoberta intencional foi publicada em 1854 por Joaquim Noberto de Sousa e Silva, depois que D. Pedro II iniciou o debate. Desde então, vários estudiosos apoiaram a ideia, tais como Francisco Adolfo de Varnhagen, Capistrano de Abreu, Pedro Calmon, Fábio Pestana Ramos e Mário Barata. Para o historiador Hélio Vianna, "embora haja sinais da intencionalidade" da descoberta de Cabral, "baseados principalmente no conhecimento ou nas suspeitas anteriores da existência de terras à beira do Atlântico Sul", não existem provas irrefutáveis que a comprovem. Esta opinião também é compartilhada pelo historiador Thomas Skidmore. O debate sobre se a descoberta foi deliberada ou não é considerado "irrelevante" pelo historiador Charles R. Boxer. Para o historiador Anthony Smith, as alegações conflitantes "provavelmente nunca serão resolvidas".

### Precursores

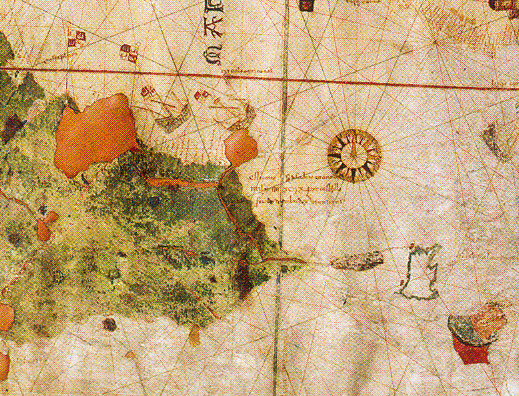
O Mapa de Juan de la Cosa, datado de 1500, menciona a descoberta do cabo de Santo Agostinho (Pernambuco) por Vicente Yáñez Pinzón, ocorrida em 26 de janeiro de 1500. A leste do cabo aparece desconectada do continente a Ilha de Vera Cruz (Ilha descoberta por Portugal).

Há evidências concretas de que dois espanhóis, Vicente Yáñez Pinzón e Diego de Lepe, viajaram ao longo da costa norte do Brasil entre janeiro e março de 1500. Pinzón foi do cabo de Santo Agostinho até a foz do rio Amazonas. Ali, encontrou uma outra expedição espanhola, liderada por Lepe, que chegaria ao rio Oiapoque em março. A razão pela qual Cabral é considerado o descobridor do Brasil, ao invés de Pinzón, deve-se ao fato de que a viagem do navegador espanhol foi breve e não teve, segundo os historiadores luso-brasileiros, qualquer impacto duradouro. Francisco Adolfo de Varnhagen, Capistrano de Abreu, Mário Barata e Hélio Vianna concordam que as expedições espanholas não influenciaram em nada o desenvolvimento do que viria a ser a única nação de língua portuguesa das Américas — com história, cultura e sociedade únicas, diferenciando-a das sociedades hispano-americanas que dominam o resto do continente.
Embora seja notório que os portugueses não sabiam da existência do Brasil antes da chegada de Pedro Álvares Cabral — uma vez que a esquadra cabralina pensou ter descoberto uma ilha —, existe uma teoria embasada em uma interpretação do livro Esmeraldo de Situ Orbis (1505) que aponta Duarte Pacheco Pereira como o possível descobridor do Brasil, por ter ele supostamente comandado uma expedição secreta que teria percorrido a costa brasileira e o mar do Caribe em fins do século XV. A viagem objetivaria identificar os territórios que pertenciam a Portugal ou a Castela de acordo com o Tratado de Tordesilhas, de 1494 — Pacheco Pereira participou das negociações do tratado. A possível existência de uma política de sigilo dos monarcas portugueses foi escrita na primeira metade do século XX pelo historiador Damião Peres, porém não se sustenta, uma vez que era prática comum, na ausência de um tratado, reclamar a soberania de uma terra publicitando a sua descoberta.

## Homenagens

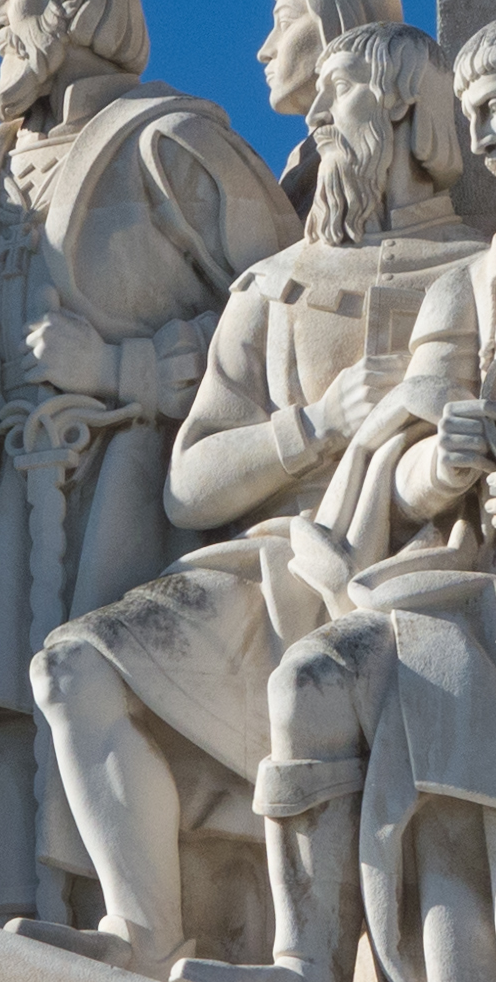
Representação de Pedro Álvares Cabral no Padrão dos Descobrimentos, em Lisboa

Cabral é um dos heróis nacionais brasileiros, sendo homenageado anualmente no dia 22 de abril. No entanto, a data não é um feriado nacional. Em 22 de abril de 2000, uma série de eventos promovidos pelo governo brasileiro marcaram as comemorações dos 500 anos do descobrimento do Brasil, o que gerou fortes protestos dos povos indígenas, além do pedido de demissão do então presidente da Fundação Nacional do Índio, Carlos Frederico Marés de Souza Filho.
Em 1900, como parte das comemorações dos 400 anos do descobrimento do Brasil, foi inaugurado no largo da Glória, no Rio de Janeiro, um monumento de Rodolfo Bernardelli em homenagem a Cabral. Outras cidades brasileiras também homenagearam o explorador dando seu nome a vias públicas — a mais notável delas é a Avenida Álvares Cabral em Belo Horizonte. Existem também várias escolas públicas e outros estabelecimentos privados que carregam o nome de Pedro Álvares Cabral.
Em Lisboa, foi erguido um monumento em homenagem a Cabral na avenida que recebeu o nome do explorador na freguesia de Santa Isabel. A estátua, inaugurada em 1940, é uma réplica da estátua de Bernardelli e foi um presente do governo Vargas ao povo português. Também inaugurado em 1940 (e reconstruído em 1960), o Padrão dos Descobrimentos em Belém, Lisboa, representa Pedro Álvares Cabral entre as figuras notáveis da Era dos Descobrimentos. Do mesmo modo, sua terra natal homenageou-o com uma estátua, assim como a cidade onde se encontra sepultado.
A antiga nota brasileira de mil cruzeiros novos (1967–1970), tinha a efígie de Pedro Álvares Cabral, assim como a cédula comemorativa de dez reais (2000) e a moeda de um centavo, que atualmente possui circulação limitada. Em Portugal, a antiga nota de 100 escudos dos anos 50 bem como a de 1 000 escudos de 1996 apresentavam igualmente a efígie de Álvares Cabral, no caso da primeira acompanhada de uma imagem representativa da descoberta do Brasil.

## Títulos e honrarias
Nobreza

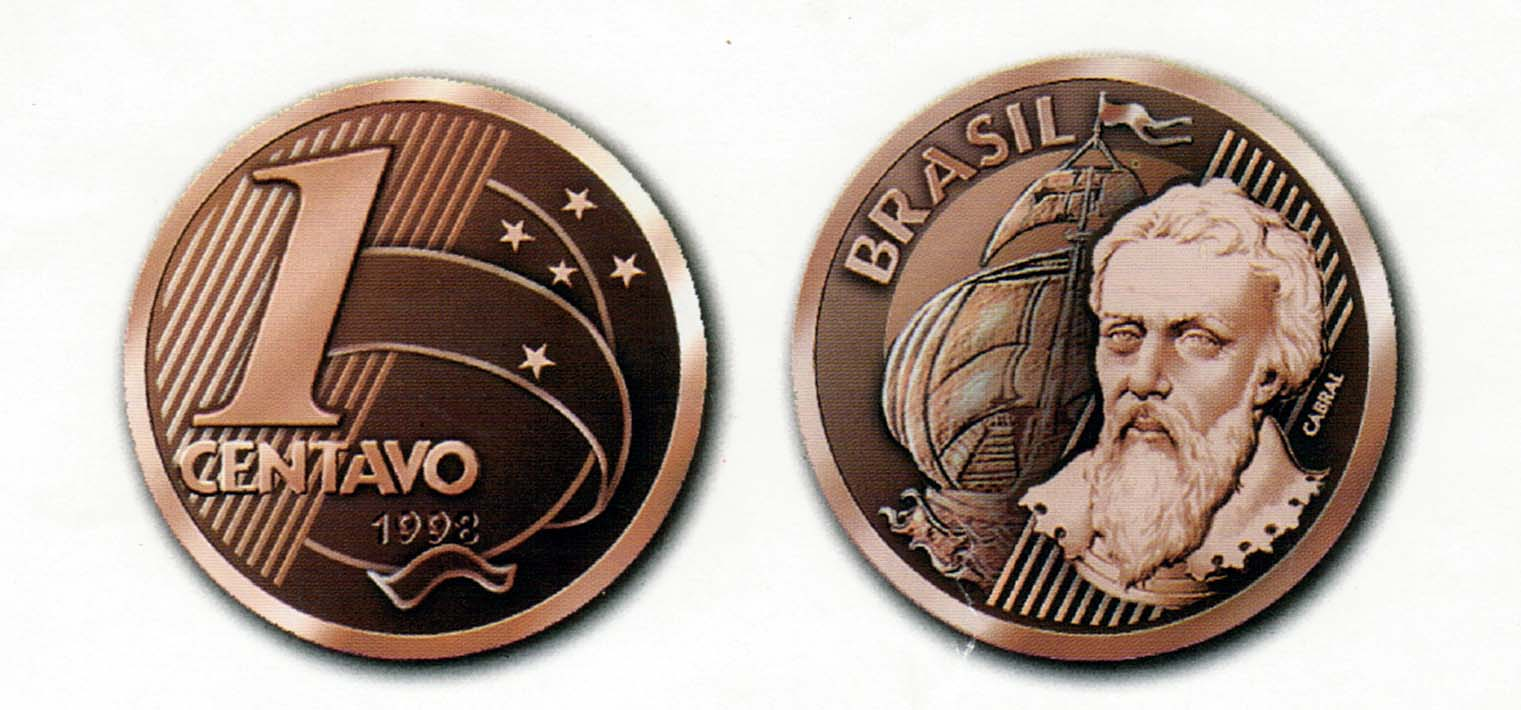
Efígie na moeda de um centavo no Brasil

- Moço fidalgo em 30 de junho de 1484.
- Fidalgo do Conselho do Rei em 1497.
- Cavaleiro do Conselho do Rei em torno de 1518.

Honras
- Cavaleiro da Ordem de Cristo, concedido em 1497.

## Dados genealógicos e heráldicos
Pouco se sabe ao certo a respeito da vida de Pedro Álvares Cabral antes ou depois da viagem que o levou a chegar no Brasil. Acredita-se que tenha nascido em 1467 ou 1468 — o ano anterior é o mais provável — em Belmonte, a cerca de 30 km de distância da cidade atual da Covilhã no centro de Portugal.
Foi batizado como Pedro Álvares de Gouveia e, só anos mais tarde, supostamente após a morte de seu irmão mais velho em 1503, começou a usar o sobrenome do pai.[C]
Foi um dos cinco filhos e seis filhas  de:
- Fernão Cabral, Fidalgo do conselho, 1 º regedor das justiças da Beira (1464), adiantado-mor da Beira (1464), Coudel-mor do Reino, alcaide-mor de Belmonte. Senhor de juro e herdade de Belmonte, de Azurara da Beira e de Manteigas.
- e de Isabel Gouveia, filha de João, senhor de Gouveia.[144]

De acordo com a tradição familiar, os Cabrais eram descendentes de Carano, o lendário primeiro rei da Macedônia. Carano era, por sua vez, um suposto descendente de sétima geração do semideus grego Hércules. Mitos à parte, o historiador James McClymont acredita que outro conto familiar pode conter pistas para a verdadeira origem da família Cabral. Segundo essa tradição, os Cabrais derivam de um clã castelhano chamado Cabreiras que possuía um brasão similar. A família Cabral ganhou destaque durante o século XIV. Álvaro Gil Cabral (trisavô de Cabral e um comandante militar de fronteira), foi um dos poucos nobres portugueses a permanecer fiel ao rei D. João I durante a guerra contra o rei de Castela. Como recompensa, D. João I presenteou Álvaro Gil com a propriedade do feudo hereditário de Belmonte.
O brasão de armas de sua família foi elaborado com duas cabras roxas em um campo de prata. Roxo representa fidelidade e as cabras derivam do nome de família. No entanto, apenas seu irmão mais velho tinha o direito de fazer uso do brasão da família.